# Europees kwalificatietoernooi volleybal vrouwen voor de Olympische Zomerspelen 2012
Het Europees kwalificatietoernooi volleybal vrouwen voor de Olympische Zomerspelen 2012 was een kwalificatietoernooi dat één ticket bood voor de Olympische Zomerspelen 2012. Dit toernooi bestond uit twee groepen met vier teams. De top 2 van iedere groep plaatste zich voor de halve finales. De winnaar van het toernooi plaatste zich voor het vrouwentoernooi volleybal op de Olympische spelen 2012.
Dit toernooi werd georganiseerd van dinsdag 1 mei 2012 tot en met zondag 6 mei 2012 en vond plaats in het Ankara Selim Sırrı Tarcan Spor Salonu in Istanboel (Turkije).

## Groepsfase
- De top 2 plaatst zich voor de halve finale.
- De winnaar van het toernooi mag naar de Olympische Zomerspelen 2012.

### Groep A
|   | Ploeg     | M | W | V | Ptn |
| - | --------- | - | - | - | --- |
| 1 | Turkije   | 3 | 3 | 0 | 9   |
| 2 | Duitsland | 3 | 2 | 1 | 6   |
| 3 | Bulgarije | 3 | 1 | 2 | 3   |
| 4 | Kroatië   | 3 | 0 | 3 | 0   |

- Alle speeltijden zijn aangepast aan de Belgische en Nederlandse tijd.

Dag 1
| Dinsdag 1 mei 2012 13:00 |     |           |  |
| Kroatië                  | 0-3 | Duitsland |  |
|                          |     |           |  |

| Dinsdag 1 mei 2012 18:00 |     |           |  |
| Turkije                  | 3-0 | Bulgarije |  |
|                          |     |           |  |

Dag 2
| Woensdag 2 mei 2012 18:00 |     |         |  |
| Turkije                   | 3-0 | Kroatië |  |
|                           |     |         |  |

Dag 3
| Donderdag 3 mei 2012 15:30 |     |         |  |
| Bulgarije                  | 3-0 | Kroatië |  |
|                            |     |         |  |

| Donderdag 3 mei 2012 18:00 |     |         |  |
| Duitsland                  | 1-3 | Turkije |  |
|                            |     |         |  |

Dag 4
| Vrijdag 4 mei 2012 15:30 |     |           |  |
| Duitsland                | 3-0 | Bulgarije |  |
|                          |     |           |  |

### Groep B
|   | Ploeg     | M | W | V | Ptn |
| - | --------- | - | - | - | --- |
| 1 | Polen     | 3 | 3 | 0 | 7   |
| 2 | Rusland   | 3 | 2 | 1 | 7   |
| 3 | Nederland | 3 | 1 | 2 | 2   |
| 4 | Servië    | 3 | 0 | 3 | 2   |

- Alle speeltijden zijn aangepast aan de Belgische en Nederlandse tijd.

Dag 1
| Dinsdag 1 mei 2012 15:30 |     |           |  |
| Polen                    | 3-1 | Nederland |  |
|                          |     |           |  |

Dag 2
| Woensdag 2 mei 2012 13:00 |     |        |  |
| Nederland                 | 3-2 | Servië |  |
|                           |     |        |  |

| Woensdag 2 mei 2012 15:30 |     |       |  |
| Rusland                   | 2-3 | Polen |  |
|                           |     |       |  |

Dag 3
| Donderdag 3 mei 2012 13:00 |     |         |  |
| Servië                     | 1-3 | Rusland |  |
|                            |     |         |  |

Dag 4
| Vrijdag 4 mei 2012 13:00 |     |       |  |
| Servië                   | 2-3 | Polen |  |
|                          |     |       |  |

| Vrijdag 4 mei 2012 18:00 |     |         |  |
| Nederland                | 1-3 | Rusland |  |
|                          |     |         |  |

## Halve Finale
| Zaterdag 5 mei 2012 13:30 |     |         |  |
| Turkije                   | 3-1 | Rusland |  |
|                           |     |         |  |

| Zaterdag 5 mei 2012 16:30 |     |           |  |
| Polen                     | 3-1 | Duitsland |  |
|                           |     |           |  |

## Finale
- De winnaar mag naar de Olympische Spelen 2012.

| Zondag 6 mei 2012 16:30 |     |       |  |
| Turkije                 | 3-0 | Polen |  |
|                         |     |       |  |